# Pantelåneren
Pantelåneren (originaltitel: The Pawnbroker) er en amerikansk dramafilm fra 1964 instrueret af Sidney Lumet med Rod Steiger, Geraldine Fitzgerald, Brock Peters, Jaime Sánchez og Morgan Freeman i sin filmdebut. Filmens manuskript er skrevet af Morton S. Fine og David Friedkin baseret på Edward Lewis Wallants roman, The Pawnbroker.
Filmen var den første helt amerikanske film, der beskæftigede sig med Holocaust set fra en overlevendes synspunkt. Den opnåede international anerkendelse for Rod Steiger, der spillede filmens hovedrolle, og lancerede hans karriere som topskuespiller. Filmen var også blandt de første amerikanske film med en homoseksuel karakter og nøgenhed under den amerikanske "Motion Picture Production Code", og var den første film med blottede kvindelige bryster, der modtog produktionskodegodkendelse. Selvom det offentligt blev annonceret som en særlig undtagelse, viste kontroversen omkring begrænsningerne i Motion Picture Production Code at være den første af lignende større kontroverser om filmindustriens kodeks, der senere førte til kodeksets ophævelse.
Pantelåneren blev i 2008 udvalgt til opbevarering i det amerikanske National Film Registry under Library of Congress som værende "kulturelt, historisk eller æstetisk betydningsfuld".

## Handling
Den tyske jøde, universitetsprofessor Sol Nazerman, sendes til en koncentrationslejr i Nazi-Tyskland med sin familie. Han er vidne til, at hans to børn dør, og at hans kone bliver voldtaget af nazi-fangevogtere, inden hun dræbes.
Femogtyve år senere er Nazerman hjemsøgt af sine minder. Han driver en pantelånerbutik i et slumkvarter i East Harlem, mens han bor i et anonymt boligområde på Long Island med sin svigerinde, som også er en overlevende fra Holocaust, og hendes mand. Bedøvet og fremmedgjort af sine oplevelser har han trænet sig selv til ikke at vise følelser. Han beskriver sig selv som mere end bitter, idet han betragter de stakkels mennesker omkring ham som "udskud" og "afskum". Han optræder uinteresseret og kynisk over for sine desperate kunder og giver dem meget mindre end deres pantsatte varer er værd.
Nazerman forgudes af Jesus Ortiz, en ambitiøs ung puertoricaner, der bor sammen med sin mor og arbejder for Nazerman som hans butiksassistent. Ortiz' kæreste er prostitueret, der arbejder for Rodriguez, en smågangster, der bruger pantelånerhuset som dække for sine aktiviteter. Efter arbejdstid lærer Nazerman Ortiz om vurdering af ædelmetal og om penge, det eneste han stadig værdsætter. Ortiz omtaler Nazerman som sin "lærer", men hans forsøg på venskab afvises. Nazerman forfølges også af Marilyn Birchfield, en socialarbejder, der gerne vil lære ham bedre at kende, men han holder hende i strakt arm.
Ortiz' kæreste forsøger at pantsætte smykker for at hjælpe med at finansiere hans plan om at åbne en butik; hun tilbyder sig til Nazerman for at tjene flere penge, men han afviser. Da hun fortæller ham, at hun arbejder for Rodriguez, indser han, at Rodriguez skylder meget af sin rigdom til de bordeller han ejer og driver. Nazerman husker sin kones fornedrelse i koncentrationslejren og fortæller Rodriguez, at han ikke længere ønsker at handle med ham. Han fortæller også Ortiz, at han ikke betyder noget for ham. Knust af kommentaren sørger Ortiz for, at pantelåneren bliver bestjålet af en lokal bande ledet af Tangee. I mellemtiden besøger Rodriguez og en håndlanger pantelånerbutikken og slår og truer med at dræbe Nazerman, da han nægter at samarbejde om hvidvaskning af penge. I sin selvmordsfortvivlelse beder han dem om at dræbe ham. Rodriguez lover ham, at han vil dø engang, men ikke med det samme, som Nazerman foretrækker.
Under røveriet nægter Nazerman at udlevere sine penge. Et medlem af banden trækker en pistol, og i et forsøg på at redde Nazerman bliver Ortiz skudt. Banden flygter, og Ortiz slæber sig selv ud på gaden. Nazerman snubler ud af sin butik og hulker lydløst, mens Ortiz dør. Ortiz' lig bliver kørt væk af en ambulance, og Nazerman går ind igen. Han spidder sin hånd på en kvitteringsspids, inden han vandrer væk fra butikken, formentlig for sidste gang.

## Medvirkende
- Rod Steiger – Sol Nazerman
- Geraldine Fitzgerald – Marilyn Birchfield
- Brock Peters – Rodriguez
- Jaime Sánchez – Jesus Ortiz
- Thelma Oliver – Ortiz's kæreste
- Morgan Freeman – Mand på gaden (ukrediteret)[6]

## Hovedtemaer
Pantelåneren fortæller historien om en mand, hvis åndelige "død" i koncentrationslejren får ham til at begrave sig selv det mest triste sted, han kan finde: et slumkvarter på Upper Manhattan. Lumet fortalte til The New York Times i et interview under optagelserne, at "ironien ved filmen er, at han finder mere liv her end noget andet sted. Det er uden for Harlem, i socialt boligbyggeri, kontorbygninger, selv Long Island-forstæderne, alt hvad vi viser på lærredet – at alt er konformt, sterilt, dødt."
Filmen brugte flashbacks til at vise Nazermans fortid. Ifølge en anmeldelse på websitet Turner Classic Movies har den nogle ligheder med to film af Alain Resnais: Nat og tåge ( 1955) og Hiroshima mon Amour (1959). En nyere anmelder skrev, at filmen "er enestående amerikansk, med sin barske, nådesløse skildring af New York City, det hele bragt til levende liv af Boris Kaufmans sort-hvide cinematografi og en dynamisk rollebesætning fremhævet af Rod Steigers brændende skildring af titelrollen."
New York Times skrev, at Sol Nazerman "i høj grad er en person af i dag - en overlever fra nazisternes forfølgelse, som er blevet løsrevet og fjernet fra den moderne verden - han kaster den dystre skygge af den legendariske, tidløse "evige jøde". Det er den mytiske judæaner, der hånede Jesus på vej til Golgata og blev dømt til at strejfe rundt i verden ensom og udstødt, indtil Jesu genkomst."

## Produktion

### Udvikling
Det var oprindeligt planen, at filmen skulle indspilles i London for at drage fordel af daværende lempelige støtteordninger for filmskabere.
Instruktørerne Stanley Kubrick, Karel Reisz og Franco Zeffirelli afvsite tilbud om at instruere filmen. Kubrick udtalte, at Steiger "ikke var særlig spændende", Reisz, hvis forældre, var myrdet under Holocaust, angav, at han af "dybe personlige årsager ikke objektivt kunne forbinde sig med nogen karakter, der har sin baggrund i koncentrationslejre". Zeffirelli, der dengang var teaterinstruktør, ville gerne instruere en spillefilm, men udtalte, at Pantelåneren "ikke var noget [han] ønskede at instruere, særlig ikke som sin første anglo-amerikanske opgave".

### Casting
Steiger blev involveret i projektet i 1962, et år efter Wallants roman blev udgivet, og var involveret i en tidlig bearbejdning af filmens manuskript. Han modtog $50.000 for sin præstation, langt mindre end sit sædvanlige honorar, fordi han stolede på Lumet, som han havde arbejdet med på tv i serien You Are There.
Lumet, der overtog filmen efter Arthur Hiller blev fyret, havde i første omgang betænkeligheder ved, at Steiger blev castet i hovedrollen. Han følte, at Steiger "var en temmelig usmagelig skuespiller - frygtelig talentfuld, men fuldstændig smagløs i sine valg". Lumet foretrak James Mason til rollen, og komikeren Groucho Marx var blandt de kandidater, der havde ønsket at spille Nazerman. Steiger overraskede dog positivt Lumet under prøverne i udtrykket af hovedpersonens følelser. Lumet følte, at Steiger i sidste ende "fungerede fint".
Variety anså Brock Peters som den første skuespiller, der portrætterede en bekræftet homoseksuel karakter i en amerikansk film.

### Optagelser
Filmen er optaget i New York City i efteråret 1963, primært "on location" og med begrænset brug af studieoptagelser. De fleste scener er optaget på Park Avenue i East Harlem, hvor pantelånerbutikken lå på 1642 Park Avenue, tæt på krydset mellem Park Avenue og 116th Street. Der blev også optaget scener i Connecticut, Jericho i New York og i Lincoln Center.

### Postproduktion og udgivelse
Filmen havde premiere i juni 1964 ved Filmfestivalen i Berlin og fik amerikansk premiere i april 1965. Filmen fik dansk premiere i Alexandra biografen den 17. marts 1966, med senere repremierer i Metropol i 1968 og i Dagmar Teatret i 1984.
Den amerikanske distribution blev forsinket, da det var vanskeligt at finde en distributør grundet filmens scener med nøgenhed og dens dystre emne. Samme problem opstod i England, men da filmen blev vist i en enkelt biograf med stor succes, blev den efterfølgende vist flere steder.
Quincy Jones komponerede filmens soundtrack, herunder "Soul Bossa Nova", der blev benyttet i en scene på en natklub. Musikstykket blev senere benyttet som hovedtemaet til filmserien om Austin Powers.

## Kontrovers om den amerikanske "Production Code"
Filmen var kontroversiel ved sin udgivelse som følge af sin gengivelse af nøgenscener, hvor skuespillerinderne Linda Geiser og Thelma Oliver optrådte med blottede bryster. Scenen med Oliver, der spillede en prostitueret, blev afbrudt med et flashback til koncentrationslejren, hvor Nazerman er tvunget til at se sin kone (Geiser) og andre kvinder blive voldtaget af nazistiske fangevogtere. Nøgenheden resulterede i bedømmelsen "Condemmend" (~ "(for)dømt" ) af organisationen Catholic Legion of Decency, der angav, "at en fordømmelse er nødvendig for at stoppe producenternes indsats for at introducere nøgenhed i amerikansk film". Nogle katolske organisationer var uenige i afvisningen fra Catholic Legion of Decency, og den amerikanske nationale kirkesammenslutning National Council of Churches gav film en pris for "årets bedste film".
Scenerne førte til konflikt med foreningen Motion Picture Association of America, som administrerede filmbranchens kodeks "Motion Picture Production Code", der angav retningslinjer for, hvad der kunne tillades i amerikanske film. Foreningen afviste oprindeligt scenerne, der viste bare bryster og en sexscene mellem Sanchez og Oliver, som den beskrev som "uacceptabelt sexantydende og begærlig". På trods af afvisningen foranledigede producer Landau, at Allied Artists Pictures Corporation udgav filmen uden foreningens tilladelse, og at New Yorks censorer tillod udgivelse af Pantelåneren uden de fraklip, som filmforeningen krævede. Efter en afstemning på 6-3 tildelte Motion Picture Association of America filmen en "undtagelse" betinget af "reduktion i længden af de scener, som Production Code Administration anså som "ikke-godkendte"". Undtagelsen fra retningslinjerne blev givet som et "særligt og unikt tilfælde" og blev dengang beskrevet af The New York Times som "et hidtil uset træk, der dog ikke vil skabe præcedens". De ønskede reduktioner af nøgenhed var minimale, og resultatet blev i medierne set som en sejr for filmens producenter.

## Kritikernes modtagelse
Filmen, og Steigers præstation i særdeleshed, fik udbredt kritikerros. LIFE roste Steigers "endeløse alsidighed" og The New Yorker skrev om filmen og Steiger: "Med en magi, der er mere magisk ... end hans altid gennemtænkte makeup, formår han at overbevise mig med det samme om, at han er den, han udgiver sig for at være".
New York Times kaldte filmen bemærkelsesværdig og "et dystert og hjemsøgt drama om en mand, der i en brutal og bitter verden har trukket sig fra en rolle med involvering og medfølelse og som konsekvens har fundet sit liv goldt og rodløst. Det er endvidere et drama om opdagelse af menneskets behov for at forsøge at gøre noget for sine medmennesker, der også lider i nutidens urolige verden". De roste præstationerne i filmen, herunder birollerne.
Nogle jødiske grupper opfordrede til en boykot af filmen, da de var af den opfattelse, at dens præsentation af en jødisk pantelåner opmuntrede til antisemitisme. Sorte grupper følte, at den fremstillede racistiske stereotyper af storbyens beboere som alfonser, prostituerede eller stofmisbrugere.

### Priser og nomineringer
| Pris                                | Kategori                                                                  | Nominerede                       | Resultat  | Reference     |
| ----------------------------------- | ------------------------------------------------------------------------- | -------------------------------- | --------- | ------------- |
| Oscaruddelingen                     | Bedste mandlige hovedrolle                                                | Rod Steiger                      | Nomineret | [ 13 ]        |
| Berlin International Film Festival  | Guldbjørnen                                                               | Sidney Lumet                     | Nomineret | [ 14 ]        |
| Berlin International Film Festival  | Sølvbjørnen for bedste mandlige skuespiller                               | Rod Steiger                      | Vundet    | [ 14 ]        |
| Berlin International Film Festival  | FIPRESCI Award – Honorable Mention                                        | Sidney Lumet                     | Vundet    | [ 14 ]        |
| Bodilprisen                         | Bedste ikke-europæiske film                                               | Sidney Lumet                     | Vundet    | [ 15 ]        |
| British Academy Film Awards         | BAFTA Award for bedste hovedrolle i udenlandsk film                       | Rod Steiger                      | Vundet    | [ 16 ] [ 17 ] |
| British Academy Film Awards         | United Nations Award                                                      | Sidney Lumet                     | Nomineret | [ 16 ] [ 17 ] |
| Directors Guild of America Awards   | Directors Guild of America Award for Outstanding Directing – Feature Film | Sidney Lumet                     | Nomineret | [ 18 ]        |
| Golden Globe Awards                 | Golden Globe for bedste skuespiller - drama                               | Rod Steiger                      | Nomineret | [ 19 ]        |
| Laurel Awards                       | Top Drama                                                                 | Top Drama                        | 4th Place |               |
| Laurel Awards                       | Top Male Dramatic Performance                                             | Rod Steiger                      | Nomineret |               |
| National Film Preservation Board    | National Film Registry                                                    | National Film Registry           | Inducted  | [ 20 ]        |
| New York Film Critics Circle Awards | Bedste film                                                               | Bedste film                      | Nomineret | [ 21 ]        |
| New York Film Critics Circle Awards | Bedste skuespiller                                                        | Rod Steiger                      | Nomineret | [ 21 ]        |
| Writers Guild of America Awards     | Bedste manuskript for amerikanske drama                                   | Morton S. Fine og David Friedkin | Vundet    | [ 22 ]        |

## Eftermæle
Filmen er blevet kendt som den første store amerikanske film, der forsøgte at genskabe rædslerne i udryddelseslejrene under Holocaust.
Den er blevet beskrevet som "den første stålsatte 'jødiske' film om Holocaust", og som grundlaget for miniserien Holocaust (1978) og filmen Schindlers' List (1993). Rod Steiger kaldte Pantelåneren for sin yndlingsfilm i sit sidste tv-interview.
Filmens visning af bare bryster, på trods af filmindustriens kodeks på det tidspunkt, var også nyskabende, og filmen var den første amerikanske film, der blev tilladt vist med sådanne scener. I værket Pictures at a Revolution fra 2008 skrev forfatteren Mark Harris, at dispensationen til filmen var den første af en række hændelser, der første til ophævelsen af filmforeningens kodeks tre år senere, hvor kodeks blev afløst en et frivilligt klassifikationssystem.

## Filmmusik og soundtrack
Filmens musik blev komponeret, arrangeret og dirigeret af Quincy Jones, og der blev udgivet at soundtrack på et album udgivet af Mercury i 1965. Lumet havde oprindeligt ønsket at antage John Lewis, lederen af Modern Jazz Quartet. Rosenblum, der var filmens producent, beklagede sig til Lumet, at Lewis' musik var "for intellektuel" og foreslog i stedet Quincy Jones, hvilket Lumet accepterede.

### Modtagelse
Allmusic angiver, at Jones' musik til filmen "nok ikke er på højde med andre af Jones' fremtrædende værker til film, som soundtracket til I nattens hede, men at dets glimrende mix af jazz, bossanova, soul og sang stadig gør soundtracket til et af hans bedste. The Pawnbroker er et "must" for både fans af Jones og filmmusik".

### Tracks
Alle kompositioner af Quincy Jones
1. "Theme from The Pawnbroker" (tekst af Jack Lawrence) − 3:07
2. "Main Title" − 3:42
3. "Harlem Drive" − 1:56
4. "The Naked Truth" − 4:08
5. "Ortiz' Night Off" − 5:00
6. "Theme from The Pawnbroker (Instrumental Version)" − 4:07
7. "How Come, You People!" − 2:57
8. "Rack 'Em Up" − 2:40
9. "Death Scene" − 5:04
10. "End Title" − 3:04
11. "Theme from the Pawnbroker" − 2:38 Bonus track på CD genudgivelesr

### Medvirkende
- Orkester arrangeret og dirigeret af Quincy Jones med:[29]
  - Freddie Hubbard, Bill Berry, trompet
  - J.J. Johnson, trombone
  - Anthony Ortega, sopran sax; Oliver Nelson, altsax, tenor sax; Jerry Dodgion, altsax
  - Toots Thielemans, mundharmonika
  - Bobby Scott, piano, tracks 1-10
  - Don Elliott, vibrafon
  - Dave Grusin, piano
  - Dennis Budimir, guitar
  - Carol Kaye, el-bas
  - Tony Williams, Bob Cranshaw, Art Davis, kontrabas
  - Elvin Jones, trommer
  - Ed Shaughnessy, percussion
  - The Don Elliott Voices, vocal.[30]
  - Marc Allen (track 1)
  - Sarah Vaughan (track 11) − sang
  - Rod Steiger - dialog (track 7)